# 白水镇 (平凉市)
白水镇，是中华人民共和国甘肃省平凉市崆峒区下辖的一个乡镇级行政单位。

## 行政区划
白水镇下辖以下地区：
王寨村、杏林村、马莲村、打虎村、白水村、永乐村、王沟村、孟寨村、史家沟村、大潘村、甘沟村、高沟村、焦庄村、大陈村、杨涧村、段堡村、半坡村和幸福村。